# Álvaro Leonel Ramazzini Imeri
Mons. Álvaro Leonel Ramazzini Imeri (* 16. července 1947, Ciudad de Guatemala) je guatemalský římskokatolický kněz a biskup diecéze Huehuetenango.

## Život
Narodil 16. července 1947 v Ciudad de Guatemala.
Dne 27. června 1971 byl vysvěcen na kněze.
Na Papežské univerzitě Gregoriana získal doktorát z kanonického práva. Poté působil jako profesor a rektor Vyššího národního semináře v Guatemale a také jako farář jedné z farností arcidiecéze Santiago de Guatemala.
Dne 15. prosince 1988 jej papež Jan Pavel II. ustanovil biskupem diecéze San Marcos. Biskupské svěcení přijal 6. ledna 1989 z rukou papeže Jana Pavla II. a spolusvětiteli byli arcibiskup Edward Idris Cassidy a arcibiskup José Tomás Sánchez.
V letech 2001-2005 byl předsedou Biskupského sekretariátu Střední Ameriky a Panamy a v letech 2006-2008 byl předsedou Biskupské konference Guatemaly.
Dne 14. května 2012 jej papež Benedikt XVI. jmenoval biskupem diecéze Huehuetenango. Uveden do úřadu byl 14. července 2012.
Dne 1. září 2019 oznámil papež František jeho jmenování  a dne 5. října 2019 jej kreoval kardinálem. 